# Monsieur Pop Corn
 (janvier 2016).
Monsieur Pop Corn est un éditeur de bande dessinée français.
La maison d'édition a été créée en 2010.
Le premier album de bande dessinée des éditions Monsieur Pop Corn, In Vitro Veritas par Lapuss, sort en 2010.
En février 2012, deux nouveaux ouvrages rejoignent le catalogue Monsieur Pop Corn.

## Bandes dessinées publiées
- In Vitro Veritas par Lapuss
- Alea Gesta Est par Lapuss
- Pedro & Co par Jul & Fry
- Le Piou World Tour par Baba, Tartuff, Lapuss
- Jack Russell par Lapuss
- Sticky Pants par Tony Emeriau et Xav
- Sticky Pants Goes On par Tony Emeriau et Xav
- Ma vie de papa par Lapuss
- Jurassic Piou (Le Piou) par Baba, Tartuff, Lapuss
- Les aventures Firmin Champion par Salva
- Piko & Homard par Grenadine et Melissa Wolfe
- Sticky Pants Hard Pack par Tony Emeriau et Xav
- Space Wars par Baba, Tartuff, Lapuss
- Labo Reutwar par Tony Emeriau et Mickael Roux
- Les wonderwomen aussi mettent une culotte gainante par Mathou
- Zen Pencils (version française) Gavin Aung Than
- Mr Moomoo par Pow
- Putain de chat par Lapuss